# Златарское Озеро
Златарское Озеро (серб. Златарско језеро) — водохранилище на юго-западе Сербии. Образовано в результате строительства плотины ГЭС на реке Увац в 1962 году.
Расположено на высоте 880 м над уровнем моря. Площадь составляет 7,25 км², а максимальная глубина — 75 м и объёмом 250 млн м³ воды. Максимальная длина достигает около 21 км.
ГЭС Кокин-Брод производит 22,5 МВт в год. В озере водятся карась, карп, судак, окунь, щука, форель, лещ, голавль и другие виды рыб.